# Original video animation
Original video animation (オリジナル・ビデオ・アニメーション Orijinaru bideo animēshon), forkortet til OVA (オーブイエー eller オーヴィーエー oobuiee eller ooviiee) (og sommetider som OAV), er et udtryk, der stammer fra japanske animationsfilm (anime), og som dækker over animerede film og serier, der er produceret specifikt til at være film til hjemmet. Størstedelen af disse er udgivet som direkte-til-video uden tidligere at have vist på tv eller i biograf. Dog sker det i sjældne tilfælde, at for eksempel første del af en OVA-serie bliver sendt som en form for reklame. OVA'er blev oprindeligt lavet som VHS, for derefter at blive mere populære på LaserDisc, og senere på dvd og blu-ray.

## Format
Ligesom anime der bliver sendt på tv, er OVA'erne delt op i afsnit. OVA-medierne (nu dvd eller blu-ray) sælges normalt med kun et enkelt afsnit på hver. Afsnittets længde varierer fra titel til titel, og kan være alt fra et par minutter til to timer eller mere. Afsnit på omkring 30 minutter er det mest brugte men er på ingen måde en regel. I nogle tilfælde kan længden på afsnit inden for samme OVA-serie variere stort. Et eksempel på dette er GaoGaiGar FINAL, hvor de første 6 afsnit varer 30 minutter, mens de sidste to varer 40 og 50 minutter. Et andet eksempel er OVA'en Key the Metal Idol, der består af 15 afsnit, hvor afsnittene varierer fra 20 minutter til næsten 2 timer.
En OVA-serie kan bestå af alt fra et enkelt afsnit, til dusinvis af afsnit. En af de længste OVA-serier til dato er Legend of the Galactic Heroes, der består af 110 hovedafsnit og 52 gaidenafsnit.
Mange populære serier blev først animeret som en OVA, for senere at blive til populære tv-serier og film. For eksempel startede Tenchi Muyo! som en OVA men blev senere til flere tv-serier, tre film, og en lang række spin-offs. Andre OVA-udgivelser er lavet som efterfølgere til serier, sidehistorier, musikvideosamlinger eller bonusafsnit, der fortsætter eksisterende tv-serier eller film, så som Love Hina Again og Wolf's Rain.
OVA-animationer er velansete for deres høje produktionskvalitet. Dette skyldes ofte at OVA-titler har et større budget per afsnit end tv-serier har, hvilket resulterer i at den tekniske animationskvalitet oftest er højere, og i nogle tilfælde kan måle sig med kvaliteten af animerede film.
OVA-titlerne kendetegnes også af deres detaljerede historier og figurer, hvilket er resultatet af den større kreative frihed, forfattere og instruktører har med dette format, sammenlignet med andre. Eftersom en OVA's afsnit kan variere i længden, kan instruktøren bruge så lang tid, der kræves for at få fortalt historien, uden at skulle bekymre sig om at skulle fjerne væsentlige detaljer. Dette efterlader en tid til både at kunne følge baggrunden samt udviklingen af figurene og historien. Dette er i kontrast med tv-afsnit, der oftest er nødt til både at starte og afslutte et afsnit i løbet af 22 minutter, og film der kun sjældent varer længere end to time. På samme måde er der heller ikke brug for at fylde tiden ud for at kunne gøre en kort historie brugbar som tv-serie.
Normalt er OVA-titlerne lavet til en specifik målgruppe, og de er derfor ikke bundet af lige så mange restriktioner og regler om censur, (vold, nøgenhed eller sprogbrug), som de fleste tv-serier og film er.
OVA'er er ofte rettet mod de mandlige animeentusiaster. Bandai Visual offentliggjorde i 2004, at omkring 50% af de af deres kunder, der købte deres anime dvd'er før i tiden, var mænd i alderen fra 25 til 40 år, mens blot 13% af dem var kvinder i alle aldre. Disse statistikker dækker alle anime dvd'er generelt, og ikke kun OVA'er, men de viser dog en generel tendens. Nikkei Business Publications skrev ligeledes i en pressemeddelelse, at anime dvd'er mest blev købt af voksne i alderen 25 til 40 år. OVA'er der er specifik rettet mod kvinder er få, men eksisterende. Earthian er et eksempel på en af dem.
Normalprisen for et boks er i Japan 5800–9800 yen (2006), hvilket gør dem dyrere end anime dvd'er. Der eksisterer dog også billigere OVA'er, så som Mobile Police Patlabor fra 1988, der er sat til en pris af 4800 yen per boks.
Nogle OVA'er der er baseret på tv-serier (specielt dem der er baseret på manga), er designet til at give en afslutning på dele af historien, som ikke var med i serien. Rurouni Kenshin OVA'erne er et eksempel på flere aspekter af OVA'erne generelt; de var baseret på kapitler fra forfatteren Nobuhiro Watsukis manga, der ikke blev inkluderet i tv-animeen, de havde højere animationskvalitet, var mere voldelige, og var fremvist i en langt mere mørk og realistisk stil end tv-afsnittene.
Det sidstnævnte var også gældende for Masami Kurumada kendte manga Saint Seiya. Animeen blev lavet over to af de tre akter i mangaen, eftersom projektet for at lave afsnittet af det tredje akt aldrig blev startet. Da Kurumada færdiggjorde sin manga i 1991, blev det sidste akt endelig lavet til anime, udgivet som OVA'er, der startede i 2003 og sluttede i 2008.
De fleste OVA-titler varer 4-8 afsnit og har ofte en kompleks og fortsættende historie, der bedst nydes, hvis alle afsnit ses efter hinanden. Dette er i kontrast til tv-serier, der normalt består af en større mængde korte historier, der på en måde er beslægtede i stedet for at være et samlet plot. Mange OVA-titler kan blive tænkt på som lange film, der er udgivet i dele.
Tiden det tager mellem udgivelsen af hvert afsnit varierer, hvor nogle serier kun udgiver 1-2 afsnit om året. I mange tilfælde ender OVA'er med lange udgivelsestider dog med ikke at blive afsluttet på grund af manglende støtte fra fans og dårlige salgstal.
Der eksisterer mange et-afsnits OVAer, og typisk er sådanne OVA en sidehistorie til en populær tv-serie. Tilbage i 1980'erne var det meget normalt med et-afsnits OVA'er. Hundredvis af mangaer der ikke blev populære nok til at få en tv-serie, fik i stedet et one-shot (eller meget kort) OVA-afsnit.